# Tiatia
Tiatia (ros. Тятя, jap. Chacha-dake) – czynny wulkan w azjatyckiej części Rosji na wyspie Kunaszyr, jednej z wysp archipelagu Kuryli. Leży w północno-wschodniej części wyspy.

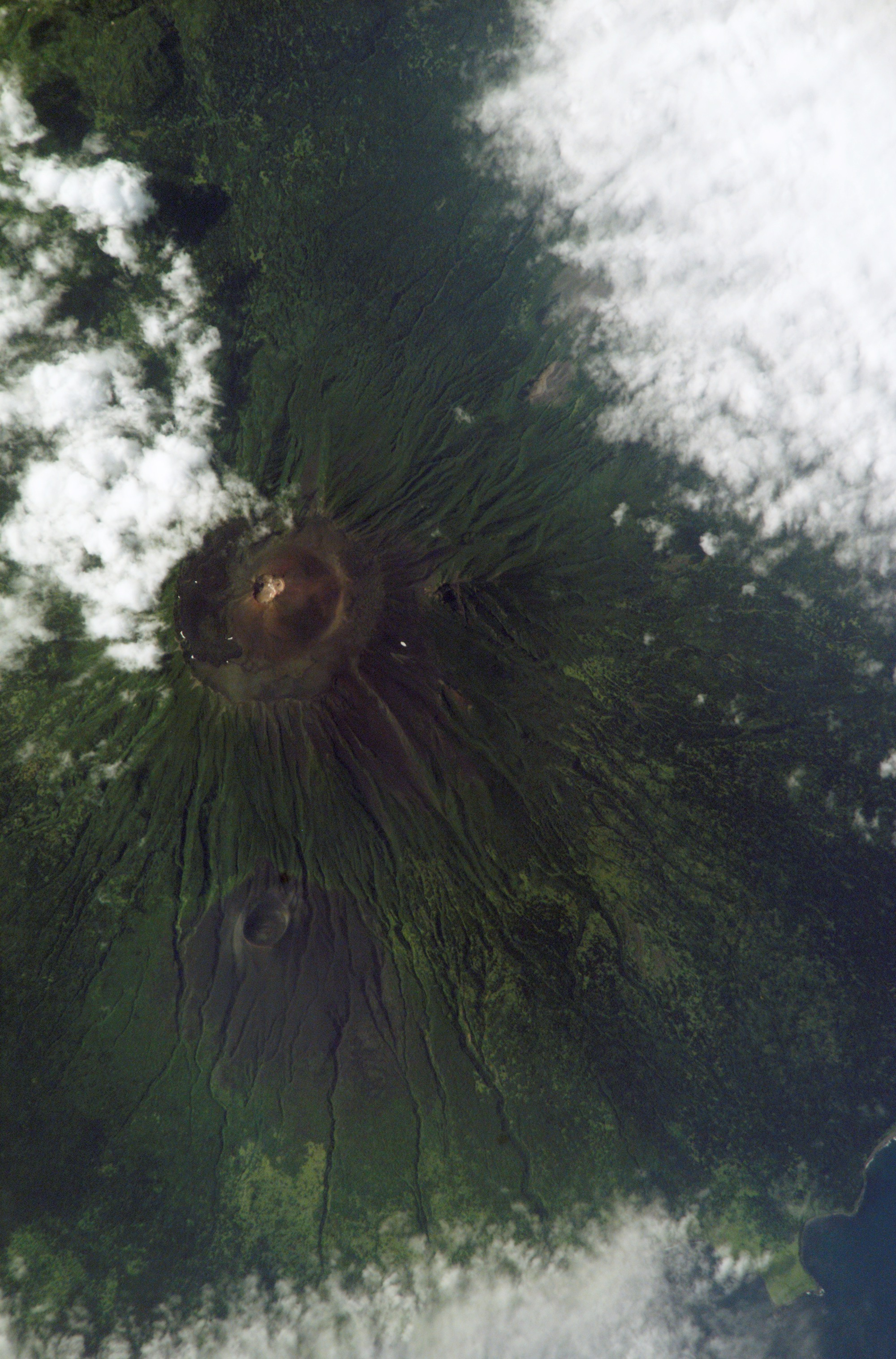
Wulkan Tiatia na zdjęciu z kosmosu.

## Budowa
Tiatia jest klasycznym przykładem stratowulkanu typu somma (tzw. somma-wulkanu). Jego stara kaldera (somma), w formie regularnego stożka, ma u podstawy średnicę 15–18 km, zaś przy górnej krawędzi ok. 2,5 km. Jej wysokość sięga 1485 m n.p.m. Nowy stożek wznosi się na wysokość 337 m ponad dno starej kaldery. Budują go lawy andezytowe i bazaltowe.

## Roślinność
Stoki wulkanu są prawie całkowicie porośnięte. W niższych położeniach są to lasy mieszane z sazą kurylską (Sasa kurilensis, z rodzaju Sasa z podrodziny bambusowych), w wyższych zarośla z brzozą Ermana (Betula ermanii, zwaną tu „kamienną brzozą”) i sosny karłowej (Pinus pumila).
Wulkan znajduje się na terenie Rezerwatu Kurylskiego.

## Ostatnie erupcje
Wulkan Tiatia należy do najbardziej aktywnych wulkanów Wysp Kurylskich. Ostatnie duże erupcje miały miejsce w latach 1812 i 1973.